# أكتوبر البولندي

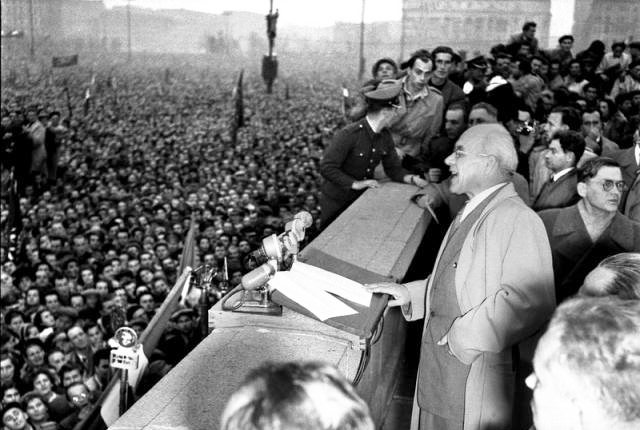

أكتوبر البولندي (يُدعى أيضًا: أكتوبر 1956، والذوبان البولندي، وذوبان غوموكا) يشير إلى تغيُّر في سياسات بولندا بالنصف الثاني من 1956. يصف بعض علماء الاجتماع تلك الأحداث بـ«ثورة أكتوبر البولندية»، صحيح أنها كانت ثورة أقل درامية من الثورة المَجَرية التي اندلعت في 1956، لكنها كانت أعمق أثرًا في الكتلة الشرقية وعلاقة الاتحاد السوفيتي بالدول التابعة له في أوروبا الوسطى والشرقية.
كان عام 1956 عام تحوُّل لـ«جمهورية بولندا الشعبية». فالوضع الدولي كان قد أضعف جدًّا الفصيل الستاليني المتعنت في بولندا، وفي مارس مات القائد الشيوعي البولندي بولسوا بيروت، وكان مَرّ على موت ستالين 3 أعوام، وكان خليفته نيكيتا خروتشوف قد ندد به في فبراير. وفي يونيو تظاهر عمال في بوزنان تظاهرًا سلط الضوء على سخط الناس من أوضاعهم. وفي أكتوبر أدت الأحداث إلى ازدياد قوة الفصيل الإصلاحي بقيادة وادِسواف غوموكا. وبعد مفاوضات وجيزة شابها التوتر، أذن السوفيتيون لغوموكا بالبقاء في السلطة، وقدموا عدة تنازلات أخرى زادت استقلالية الحكومة البولندية. وقد أدى هذا إلى تحرر البولنديين تحررًا مؤقتًا. فالتحرر التام ثبتت فيما بعد وَهميَّته، إذ زادت قمعية نظام غوموكا. لكن كان عصر الستالينية على كل حال قد بلغ نهايته في بولندا.

## خلفية
أدت إلى ذوبان غوموكا عدة عوامل. فبِمَوت جوزيف ستالين في 1953 وما لحقه من ذوبان خروتشوف الذي أزال الستالينية تدريجيًّا، ثارت مسائل وقضايا احتدم النقاش حولها في جميع أنحاء الكتلة الشرقية.
في صيف 1955 أُقيم «المهرجان العالمي الخامس للشباب والطلاب» في وارسو البولندية. وكان فعالية دعائية ضخمة، التقى فيها شيوعيو أوروبا الشرقية ورفاقهم من أوروبا الغربية وآسيا وإفريقيا وأمريكا الجنوبية، وحضرها مئات ألوف المشاهدين البولنديين خمسة أيام، مستمتعين بمشاهدة الرقص والعروض المسرحية وغيرها من الترفيهيات. لكن ما جذب البولنديين فعلًا كان الأجانب، الذين كان أغلبهم من أوروبا الغربية، وكان بينهم وبين البولنديين تناقض صارخ: فقد شاركوهم في الثقافة، لكنهم كانوا أغنى وأكثر انفتاحًا. أدرك البولنديون بعد هذه الصدمة زيف الخطاب المُعادي للغرب الذي لُقِّنوه على مدى عقود. تفاعل البولنديون والألمانيون والمجريون والتشيكيون وغيرهم من سكان الكتلة الشيوعية مع سكان الدول الأخرى. ولم يكن تفاعلهم عامًّا وحسب، بل كان على المستوى الخاص أيضًا في جميع أنحاء البلد. وعقد الطلاب الجامعيون مناظرات ونقاشات مع أجانب كان أغلبهم غير شيوعيين.:446-448
في فبراير 1956 ألقى القائد السوفيتي نيكيتا خروتشوف «الخطاب السري» (يُدعى أيضًا: عن عبادة الشخصية وعواقبها) عقب المؤتمر العشرين للحزب الشيوعي، فأثّر تأثيرًا كبيرًا في الاتحاد السوفيتي خصوصًا والدول الشيوعية عمومًا.

## تطورات
إلى جانب انتقاد عبادة الشخصية في بولندا، دارت نقاشات أخرى شهيرة حول أحقية البولنديين في تبنّي «اشتراكية وطنية محلية» مستقلة، بدل اتّباع النموذج السوفيتي بحذافيره. فعديد من أعضاء «حزب العمال البولندي الموحَّد» مثلًا انتقدوا إعدام ستالين لشيوعيين بولنديين أكبر سنًّا أثناء «التطهير الكبير». وساهمت عوامل أخرى عديدة في زعزعة بولندا، منها انشقاق عميل المخابرات البولندي جوزيف اشفياتلو الذي ذاع ذكره في 1953، وأضعف وزارة الأمن العام البولندية (الشرطة السرية البولندية). ومنها أيضًا الموت المفاجئ لِبُولسوا بيروت (الأمين الأول لحزب العمال البولندي الموحد، المعروف بـ«ستالين بولندا») في 1956 بموسكو، ذلك الموت الذي زاد تنافُس مختلف الفصائل الشيوعية البولندية، وزاد توتر المجتمع البولندي حتى بلغ أوجه في مظاهرات بوزنان في 1956 (المعروفة أيضًا بـ«يونيو 56»).
رأت أمانة حزب العمال البولندي الموحد وجوب ترويج خطاب خروتشوف في بولندا، وكان هذا قرارًا فريدًا في الكتلة الشرقية. انتهز خلفاء بيروت تنديد خروتشوف بالسياسة الستالينية، ورأوها فرصة مثالية لإثبات دعمهم للإصلاح والديمقراطية ورغبتهم في الاستقلال.